# Samguk sagi
Pour les articles homonymes, voir Sagi.
Le Samguk sagi (en coréen : 삼국사기, hanja: 三國史記) est une chronique historique de Corée qui couvre les dix premiers siècles de notre ère. Samguk sagi signifie Mémoires historiques des Trois Royaumes, les royaumes de Koguryo, Baekje et Silla. Elle fut compilée durant la période Goryeo (Koryŏ), en 1145. Elle est connue comme la plus ancienne œuvre écrite de l'histoire de la Corée.

## Présentation

### Des sources contradictoires
Samguk sagi signifie Mémoires historiques des Trois Royaumes. Les cinquante volumes sont rédigés en chinois. Il s'agit d'une compilation de textes plus anciens d'origines non identifiées. Ces textes donnent, en particulier, une image de la Corée du premier siècle avant notre ère qui ne correspond pas aux informations que les textes chinois nous donnent pour cette même période : les Chroniques des Trois Royaumes ou Sanguo Zhi, qui a servi de référence pour les autres textes, couvre la fin de la dynastie Han (184 — 220), et la période des Trois Royaumes de Chine (220-280). Le Livre des Han postérieurs, Hou Hanshu  ayant été compilé en ou peu avant 445. Et la troisième source chinoise importante est le Livre des Jin, Jin shu, composé en 648. D'autre part, les textes coréens et chinois ne correspondent pas non plus avec les témoins archéologiques découverts depuis les années 1980.

### Le contexte de cette première histoire de la Corée, et le contenu
Le Samguk sagi est un livre d'histoire en 50 volumes dans lesquels le « Bongi », qui rassemble les textes principaux, concerne le royaume de Silla. Les autres textes qui concernent les deux autres royaumes, sont nettement moins longs. Cet ouvrage est considéré comme particulièrement important car il contient les relations des principaux événements historiques disposés dans un ordre chronologique, y compris les mythes autour de la fondation, la naissance et la chute des trois royaumes de la Corée des premiers temps, Koguryo, Baekje et Silla, et la succession de leurs dirigeants. Le livre a été compilé sous la direction d'un érudit au service de l'Etat de Goryeo, Kim Bu-sik en 1145. Ce compilateur, Kim Busik, imprégné de confucianisme, lettré et homme d'État, écarte tout recours au merveilleux dans son récit. L'ouvrage est considéré comme l'un des plus importants matériau-sources pour l'étude de l'histoire ancienne de la Corée. Comme il est le premier livre d'histoire de la Corée subsistant, compilé sous un patronage d'État, le Samguk sagi a servi d'exemple pour les livres d'histoire qui ont suivi.
Il y a trois principaux textes. Tout d'abord, l'histoire de Silla (le « Bongi », sur la période qui va de 57 avant notre ère à 936 de notre ère) qui est la partie la plus longue et la plus complexe du livre. Puis, Goguryeo [ou Koguryŏ] (sur la période qui va de 37 avant notre ère à 668 de notre ère). Et enfin, Baekje (sur la période qui va de 18 avant notre ère à 660 de notre ère) qui est le plus court des trois textes.
L'histoire des premiers temps pose un problème, car elle est plus ou moins construite pour des raisons « politiques », surtout en ce qui concerne les dates respectives de fondation des trois royaumes. Comme il s'agit d'une compilation de traditions plus anciennes, on ne peut savoir précisément quand ces traditions se sont formées, ni les opérations de reconstruction qu'elles ont subies. Or, il s'avère que Silla a été le grand vainqueur des rivalités qui ont opposé les trois royaumes, et finalement il en est venu à intégrer les deux autres en un seul royaume. Dans ce contexte il serait probablement apparu nécessaire, du point de vue de la tradition, qu'il ait été « l'ainé » des deux autres. Sa fondation serait antédatée par cette nécessité. Quant aux dates attribuées, elles ont certainement été choisies pour des raisons, dans le détail, qui nous restent inconnues, mais qui pourraient l'avoir été globalement pour leur valeur auspicieuse, de bon augure pour l'avenir de Silla.
Le contexte est aussi politique et militaire, et de la plus haute importance. En 1126 les Jurchens s'emparent du royaume Khitan, au Nord, que la Corée avait autrefois contenu. L'année suivante c'est tout le nord de la Chine des Song qu'ils absorbent. Or, en Corée, deux groupes d'influence s'affrontent, les militaires qui sont en faveur d'une guerre préventive contre les Jurchens, et le groupe des lettrés qui prônent l'alliance défensive avec la Chine. Or celui qui a coordonné la rédaction du Samguk sagi, Kim Busik, est un lettré, un descendant des rois de Silla, et il fait de ces textes un plaidoyer en faveur de l'alliance chinoise. Il souligne la continuité entre Silla et Goryeo. Ceci pourrait expliquer certaines torsions des faits historiques. Dans le bras de fer qui oppose les deux clans, c'est d'abord le parti des lettrés qui a remporté la confiance du monarque, avant que les militaires ne remportent la seconde manche en plaçant, finalement, à la tête du royaume une dynastie de généralissimes héréditaires.

## Traductions et études
L'Université d'Hawaï a rendu possible la traduction des deux parties les plus importantes du Samguk sagi, sous la direction du professeur Edward Shultz et du Docteur Hugh Kang HW, professeur émérite d'histoire de la Corée. Le projet a été mené sous les auspices de l'Académie des études coréennes.
La traduction intitulée The Koguryo Annals of the Samguk sagi a précédé, en 2011, celle intitulée  The Silla annals of the Samguk sagi qui correspond au texte principal (Bongi) concernant Silla dans le Samguk sagi, publié en 2012. Ces ouvrages reposent sur l'édition révisée et augmentée de l'Histoire des Trois Royaumes qui a commencé à être publiée en 2010, et reflète donc les résultats des dernières recherches en profondeur sur ces textes. Une brève étude universitaire sur le texte concernant Koguryo, intitulée A Study of Koguryŏ Relations Recorded in the Silla Annals of the Samguk sagi, était d'ailleurs parue auparavant, en 2004.